# Dark Streets (1929)
Dark Streets is een Amerikaanse misdaadfilm uit 1929 onder regie van Frank Lloyd. De film is wellicht zoekgeraakt.

## Verhaal
Pat en Danny McGlone zijn een identieke tweeling. Wanneer ze opgroeien, worden ze rivalen. Pat wordt een politieagent, terwijl Danny zich op het slechte pad begeeft. Bovendien worden ze allebei verliefd op Kate Dean, een Iers meisje uit hun buurt. Maar het hemd is nader dan de rok.

## Rolverdeling
| Acteur             | Personage                   |
| ------------------ | --------------------------- |
| Jack Mulhall       | Pat McGlone / Danny McGlone |
| Lila Lee           | Katie Dean                  |
| Aggie Herring      | Mevrouw Dean                |
| Earl Pingree       | Cuneo                       |
| Will Walling       | Korpschef                   |
| E.H. Calvert       | Inspecteur                  |
| Maurice Black      | Beefy Parker                |
| Lucien Littlefield | Volksteller                 |
| Pat Harmon         | Nozem                       |